# 門馬もとき
門馬 もとき（もんま もとき）は、日本の漫画家。岩手県一関市大東町出身。
1978年、『ビッグ・サーファー』が第16回手塚賞佳作選（同期受賞者に、こせきこうじ）。
代表作に『かっとび一斗』、『風飛び一斗』。

## 作品リスト
- ビッグ・サーファー（1979年、週刊少年ジャンプ増刊号、集英社）
- ビッグガン（1980年、原作：武論尊、週刊少年ジャンプ、集英社）
- 魔剣士-マッケンジー-（1981年、原作：梅本さちお、週刊少年ジャンプ、集英社/創美社）
- 野武がゆく（1982年、週刊少年ジャンプ、集英社）
- アルバトロス飛んだ（1983年、原作：中原誠、週刊少年ジャンプ、集英社）
- チャレンジ17.5（1984年、原作：夢五郎、漫画アクション増刊、双葉社）
- 風のマチュー<読み切り版>（1984年、原作：鷹匠政彦、月刊アクションヒーロー、双葉社）
- 風のマチュー（1985年、原作：鷹匠政彦、月刊アクションヒーロー、双葉社）
- 空飛ぶ熊（1985年、漫画アクション、双葉社）
- かっとび一斗（1985年-1999年、月刊少年ジャンプ、集英社）
- かっとび一斗<番外編>（1992年、月刊少年ジャンプオリジナル、集英社）
- 風飛び一斗（1999年-2007年、月刊少年ジャンプ、集英社）
- ハビル -侍たちの大航海時代-（2011年、スーパージャンプHigh、集英社）